# Mennica w Tykocinie

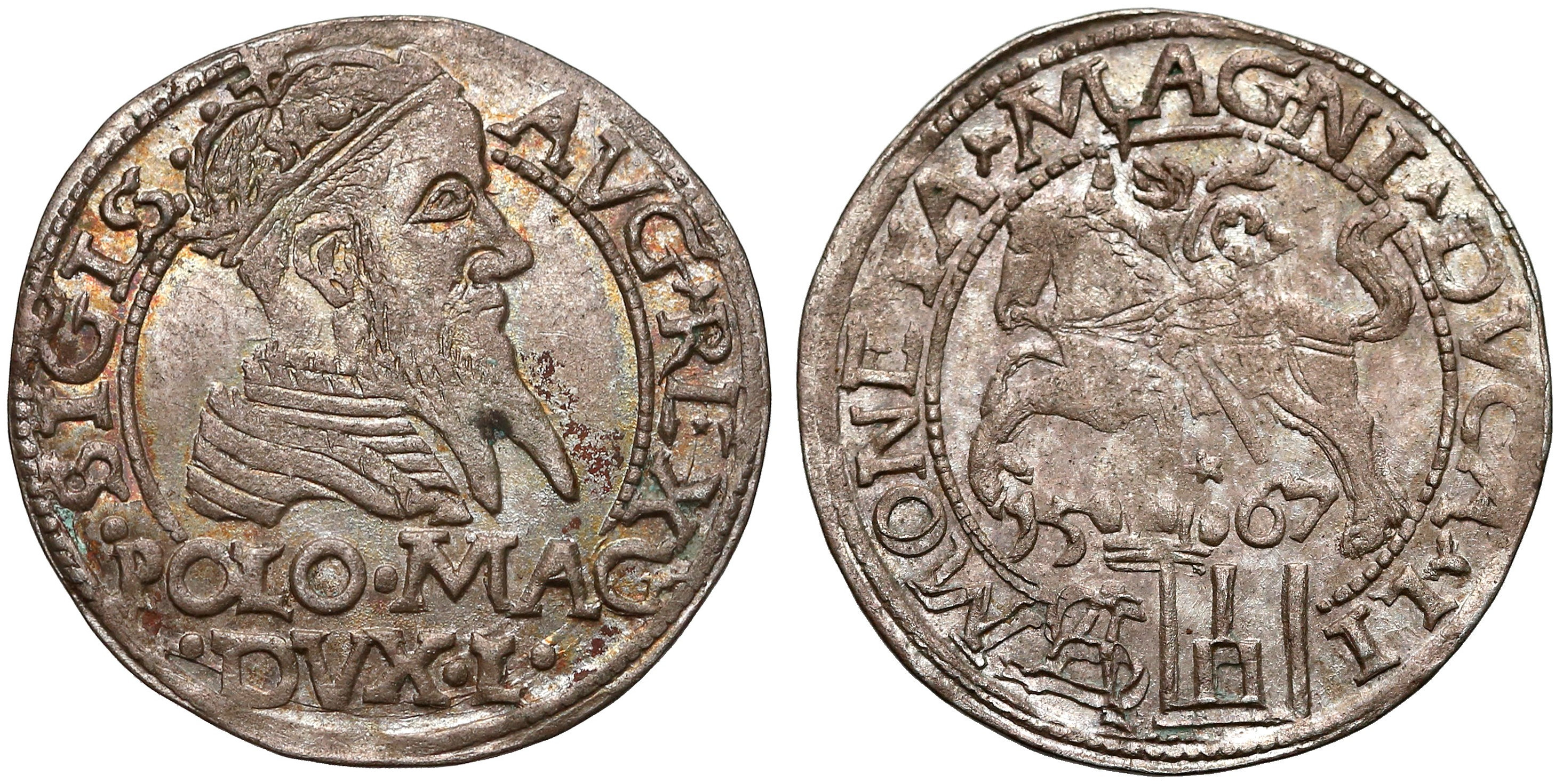
Grosz na stopę polską bity w Tykocinie

Mennica w Tykocinie – mennica litewska Zygmunta Augusta z siedzibą w Tykocinie, w której na szeroką skalę bito: półgrosze, grosze, półkopki litewskie (na stopę litewską) oraz grosze koronne (na stopę polską).
W 1564 r. w litewskim miasteczku przy granicy z Koroną ulokowano zakład menniczy, który powierzono królewskiemu dygnitarzowi krakowskiemu wojewodzie Stanisławowi Myszkowskiemu. Wbrew spotykanym czasami w literaturze opiniom, zakład nie produkował monet w sposób dorywczy, nie miał też charakteru utajnionego – o czym świadczy obieg publicznych dokumentów. Monety wybite w tej mennicy były jednak złej jakości, dlatego w 1572 r. król nadał im kurs urzędowy. 
W 1572 r. mennica została zamknięta.
W XXI w. monety wybite przez mennicę w Tykocinie rozpoznawane są pośród innych monet litewskich po herbie Jastrzębiec wojewody Myszkowskiego – są bardzo rzadkie.